# Inter*face
Inter*face is het achttiende muziekalbum van de Duitse specialist op het gebied van elektronische muziek Klaus Schulze. Het is opgenomen in Hambühren. De track Colours in the darkness komt in twee varianten. Op de elpee kwam een versie van rond de 9 minuten terecht, terwijl de bedoeling was de versie van 12 minuten te persen.

## Musici
- Klaus Schulze – elektronica, slagwerk
- Ulli Schober – slagwerk

## Composities
1. On the edge (7:58)
2. Colours in the darkness (9:13)
3. The best planante (7:24)
4. Inter*face (24:47)
5. The real colours in the darkness (12:02)
6. Nichtarische Arie (a not so hidden track) (13:47).

The real... en Nichtarische Arie zijn bonustracks op de geremasterde uitgave van die album in 2006. Nichtarische Arie is gebaseerd op de maxisingle Maxi ofwel MacKay.